# Johann Roitinger
Johann Roitinger (18. dubna 1846 Niederndorf – 29. srpna 1924 Weibern) byl rakouský křesťansko sociální politik, na počátku 20. století poslanec Říšské rady, v poválečném období poslanec rakouské Národní rady.

## Biografie
Vychodil národní školu a působil jako sedlák. Angažoval se v Křesťansko sociální straně Rakouska. Od roku 1884 do roku 1893 byl poslancem Hornorakouského zemského sněmu. Zastával funkci starosty domovského Weibern.
Na počátku 20. století se zapojil i do celostátní politiky. Ve volbách do Říšské rady roku 1911 získal mandát v Říšské radě (celostátní zákonodárný sbor) za obvod Horní Rakousy 21. Usedl do poslanecké frakce Křesťansko-sociální klub německých poslanců. Ve vídeňském parlamentu setrval až do zániku monarchie. Profesně byl k roku 1911 uváděn jako majitel statku.
Po válce zasedal v letech 1918–1919 jako poslanec Provizorního národního shromáždění Německého Rakouska (Provisorische Nationalversammlung).